# Кинкиль
Кинкиль (Очаваям) — река на северо-западе Камчатского края в России.
Длина реки — 80 км. Площадь водосборного бассейна — 1070 км². Протекает по территории Тигильского района Камчатского края. Впадает в залив Шелихова Охотского моря вблизи мыса Кинкильский.

## Притоки
Объекты перечислены по порядку от устья к истоку.
- 4 км: Лолам
- 11 км: Эрвэем
- 17 км: река без названия
- 34 км: Хровокалякваям
- 38 км: Гнунуваям
- 40 км: Атвенайваям
- 45 км: Кай-Атвенай

## Данные водного реестра
По данным государственного водного реестра России относится к Анадыро-Колымскому бассейновому округу.
По данным геоинформационной системы водохозяйственного районирования территории РФ, подготовленной Федеральным агентством водных ресурсов:
- Код водного объекта в государственном водном реестре — 19080000112120000037621.